# 義烏市

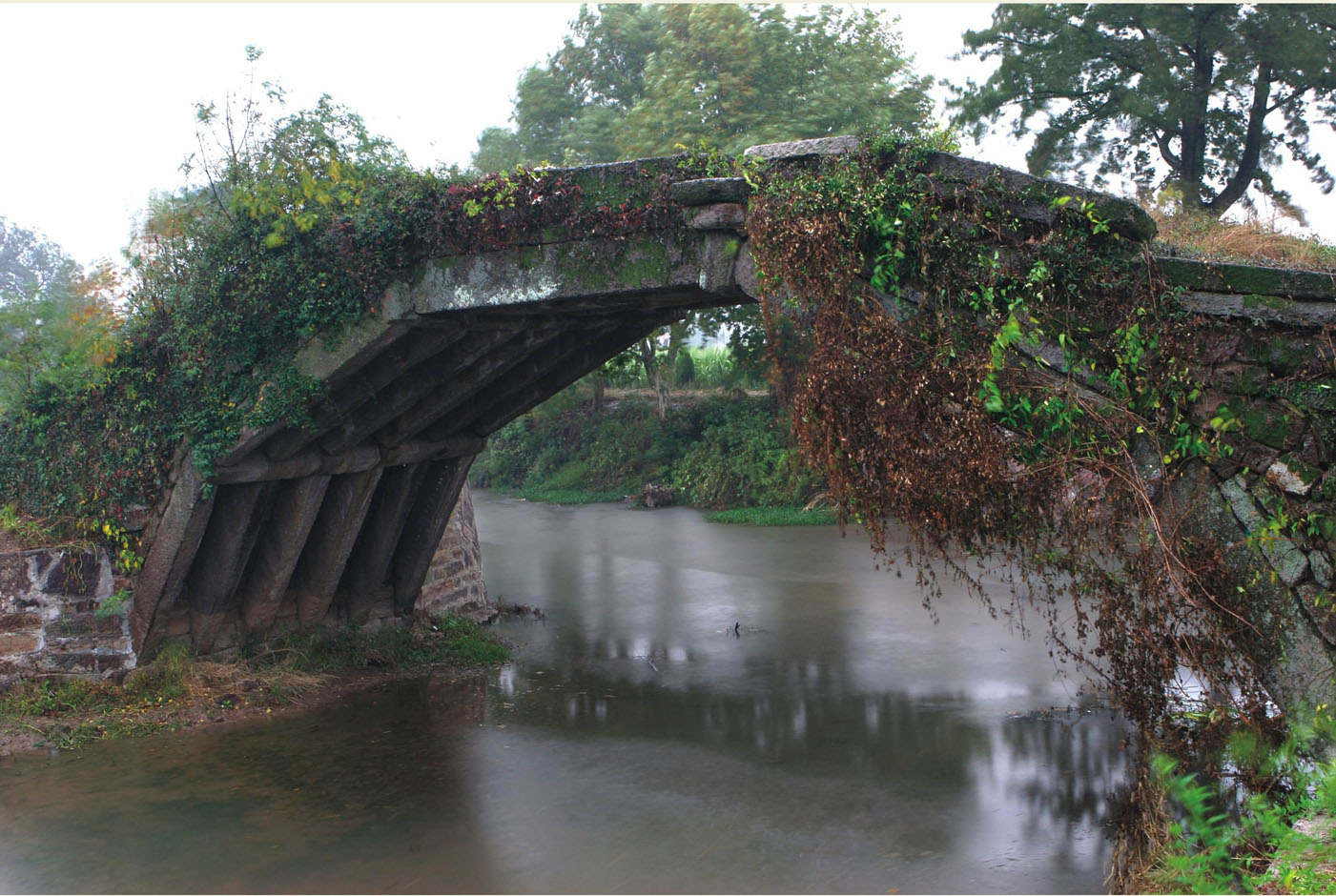
古月橋

義烏市（ぎう-し、イーウー-し）は中華人民共和国浙江省に位置する省直轄の県級市であり、しばらくの間、金華市の代理管轄下に置かれている。義烏国際商貿城を始めとした日用品の卸売市場が多く立地し、世界的な日用品取引の中心地である。また中国においては、1人あたりの可処分所得が最も高い県級市としても名高い。

## 地理
義烏は杭州市から南へ100kmほど内陸に入ったところにあり、山に囲まれた金衢盆地（衢江・蘭江・新安江・金華江など、銭塘江の支流が形成する盆地）の東縁に位置する。古くから農業が発達し、水稲、サトウキビなどが栽培されている。金華火腿の名産地でもある。

## 歴史
この地名は、顔烏という男が父親を亡くし埋葬しようとすると、からすが飛んできてくちばしを傷つけながら埋葬を手伝ったという言い伝えによる。義烏・烏孝・烏傷などの過去の県名もこれによる。
春秋時代になると前621年に越が国都を嶕峴に遷都、これが現在の義烏市に相当する。
前222年、秦により会稽郡に烏傷県が設置される。新朝が成立すると9年（始建国2年）に烏孝県と一時改称されたが、後漢が成立すると間もなく烏傷県に戻された。192年（初平3年）には県西部に新たに長山県が、245年（赤烏8年）には南部に永康県が分置されている。
621年（武徳4年）、烏傷県は稠州に昇格し、その管轄下に烏孝県・華川県が設置されたが、3年後に稠州は廃止となり、烏孝・華川両県が統合され義烏県が誕生した。686年（垂拱2年）、県東部に東陽県が、754年（天宝13年）には県北部に浦陽県が分置された。
1988年に県級市に改編され現在に至る。

## 産業

### 商品卸売市場
2002年に開業した義烏国際商貿城（福田市場）、中国小商品城、賓王市場の三つの大規模日用品の卸売市場が立地しており、中国東部最大の物流基地である。世界中のバイヤーも多く訪れ、日本の100円ショップ等の商品のうち、中国産のものは多くがここを通過している。
- 義烏国際商貿城一区：2002年開業、床面積34万平方メートル、店舗は1万店余。
- 義烏国際商貿城二区：2004年開業、床面積60万平方メートル、店舗は1万店余。
- 義烏国際商貿城三区：床面積46万平方メートル。
- 義烏国際商貿城四区：2008年開業、床面積108万平方メートル、店舗は2万店弱。
- 義烏国際商貿城五区：床面積64万平方メートル、店舗は7000店余。
- 中国小商品城・篁園服装市場（六区）：2011年開業、床面積42万平方メートル、ファッションアパレル専門。
- 賓王市場：床面積32万平方メートル、加工食料品他を扱う。

## 交通
中国政府が2014年から掲げる一帯一路政策により、マドリードやロンドン（さらにはテヘラン、マザーリシャリーフ、ミラノなどとも結ばれている）まで通る世界最長の鉄道路線が開業している。
道路
- 滬昆高速道路

鉄道
- 義烏駅（中国語版）

航空
- 義烏空港

## 行政区画
- 街道：稠城街道、江東街道、稠江街道、北苑街道、後宅街道、城西街道、廿三里街道、福田街道
- 鎮：仏堂鎮、赤岸鎮、義亭鎮、上渓鎮、蘇渓鎮、大陳鎮

## 出身者
- 駱賓王 - 詩人
- 陳望道 - 言語学者
- 呉晗 - 歴史学者・政治家